# Kiri Te Kanawa
Dame Kiri Jeannette Te Kanawa, DBE (Gisborne, Nova Zelanda, 6 de març de 1944) és la més famosa soprano neozelandesa.
D'ascendència maori, és considerada una de les grans exponents de la seva generació en papers de Mozart i Richard Strauss, amb reeixides incursions en el repertori de Verdi, Händel o Wagner. Te Kanawa va situar-se al cim de l'activitat operística en els anys setanta, com una de les veus més fresques. Entre les seves actuacions més recordades, hi ha la seva participació en la boda del príncep Carles d'Anglaterra i Lady Diana Spencer, el 1981. S'estima que va ser vista i sentida per 600 milions de persones a tot el món quan va interpretar l'ària Let the Bright Seraphim de l'oratori Samson de Händel. La soprano farà el punt i a part a la seva carrera l'abril de 2010 a Colònia amb la retirada de les produccions operístiques.

## Biografia
Te Kanawa va néixer com Claire Mary Teresa Rawstron a Gisborne, Nova Zelanda. Era filla del carnisser maori Tieki "Jack" Wawatai i de Mary Noeleen Rawstron, que era filla d'immigrants irlandesos. Wawatai ja estava casat amb Apo, la filla del reverend Poihipi Kōhere. La mare de Rawstron va insistir que el nadó fos donat en adopció. Te Kanawa va ser adoptada quan era un nena per Thomas Te Kanawa, el propietari d'un negoci de camions, i la seva dona Nell. La família adoptiva de Kiri Te Kanawa és Ngāti Maniapoto.
Va començar la seva carrera de cantant com mezzo-soprano però més tard es va convertir en soprano. En la seva adolescència i primera joventut, Te Kanawa va ser una popular cantant d'entreteniment a Nova Zelanda. El seu enregistrament de Nun's Chorus de l'opereta de Johann Strauss Casanova, va ser el primer disc d'or de Nova Zelanda. Va estudiar al seu país d'origen amb la religiosa Mary Leo i el 1965 va guanyar un concurs de cant i va rebre una beca per estudiar a Londres. L'any següent es va matricular en el London Opera Centre on estudià amb Vera Rozsa.
Després de participar en petits papers a les òperes Don Carlo, Borís Godunov, Parsifal, La flauta màgica i Rigoletto, va ser descoberta per Sir Colin Davis en audicions per a Les noces de Fígaro el 1969. El 1971 Te Kanawa va fer un debut sonat a la Royal Opera House, Covent Garden, com la Comtessa Almaviva de Les noces de Fígaro de Mozart. Després va cantar a l'òpera d'Escòcia, a Berlín, al festival de Glyndebourne, an l'Òpera de San Francisco i a Santa Fe.
Va seguir un sensacional debut al Metropolitan Opera el 1974 en reemplaçar Teresa Stratas com Desdèmona a l'òpera de Verdi Otello al costat de Jon Vickers i dirigida per James Levine. En els anys següents, va actuar al Lyric Opera of Chicago, a l'Òpera de París, a la Sydney Opera House, a l'Òpera de Viena, a La Scala de Milà, a l'Òpera de San Francisco, a Múnic i a Colònia, afegint al seu repertoti els personatges de Mozart de Donna Elvira, Pamina i Fiordiligi, a més de personatges italians com ara Mimi de La Bohème.
Te Kanawa sobresurt en les heroïnes més líriques de Richard Strauss: la Marschallin de El cavaller de la rosa, la comtessa de Capriccio i la protagonista de Arabella, així com en les Quatre últimes cançons del compositor bavarès. També destaca en certs papers de Verdi com ara Amelia de Simon Boccanegra, Violeta de La Traviata i Desdemona de Otello.
A 1979 va ser Donna Elvira a la pel·lícula Don Giovanni sobre l'òpera de Mozart dirigida per Joseph Losey. El 1982 va cantar la seva única Tosca de Puccini a París, i agregà al seu repertori l'Elizabeth de Valois de Don Carlo de Verdi. Es destaca com a intèrpret de comèdia musical en versió de concert i de crossover.